# ライオネル・ターティス
ライオネル・ターティス（Lionel Tertis CBE, 1876年12月29日 - 1975年2月22日）は、イギリスのヴィオラ奏者である。パウル・ヒンデミットやウィリアム・プリムローズらとともにヴィオラの独奏楽器としての地位の確立に貢献した。ターティスはわざと大きめのヴィオラを作り、ヴィオラ特有の豊かな音（特にC線）の魅力を表した。

## 経歴
イングランド北部のウェストハートルプールに生まれ、ライプツィヒ音楽院とロンドン王立音楽院でヴァイオリンを学ぶ。ロンドン王立音楽院在学時、弦楽四重奏でヴィオラを弾いたことをきっかけに、ヴィオラに転向する。その後、ソリストや室内楽で活躍し、当時の名ヴァイオリニストであるウジェーヌ・イザイ、ジャック・ティボー、フリッツ・クライスラーらと共演している。
20世紀初頭までは、ヴィオラは独奏楽器としてはほとんど無視された存在だったが、ターティスらの登場により、近代以降、ヴィオラの独奏曲も多く作られるようになってきている。ウィリアム・ウォルトンのヴィオラ協奏曲はターティスのために作られた作品である（1929年初演時に独奏を務めたのはヒンデミットであった）。他にもアーノルド・バックスのヴィオラソナタや、レイフ・ヴォーン・ウィリアムズの『野の花』、グスターヴ・ホルストの『抒情的断章』などが、ターティスのために作られた曲である。イギリスにはターティスの他にもプリムローズら名ヴィオラ奏者がいたため、イギリスの近代音楽には比較的ヴィオラの曲が多い。
1975年にロンドンで死去。ターティスを記念して、1980年にライオネル・ターティス国際ヴィオラ・コンクールが設立された。

## 録音
アーノルド・バックスのヴィオラソナタは、作曲者自身との共演による録音が残されている。他にも、ヨハン・ゼバスティアン・バッハの「シャコンヌ」（ヴァイオリン原曲を5度低く移調）、ヨハネス・ブラームスのヴィオラソナタ第1番が残されている。

## ターティス型ヴィオラ
ヴィオラは大きさにばらつきがある楽器だが、ターティスは小さいヴィオラに猛烈に反対し、17インチ（43.2センチメートル）級の大きなヴィオラを演奏した。しかし左手を痛めてしまい（一種の滑液包炎といわれる）、一時期演奏活動から引退を余儀なくされた。そこで長さは普通でも横幅を広めにし、共鳴箱の容積が大きくなるよう設計した楽器を作らせた。このヴィオラはターティス型と呼ばれて広まり、今日でも楽器商で幅が広めのヴィオラを「ターティス型」と呼んで扱っていることがある。